# Lipińskie (województwo mazowieckie)
Lipińskie – wieś sołecka w Polsce położona w województwie mazowieckim, w powiecie płockim, w gminie Gąbin.
Wieś królewska Lipieńskie położona była w drugiej połowie XVI wieku w powiecie gąbińskim ziemi gostynińskiej województwa rawskiego. W latach 1954–1972 wieś należała i była siedzibą władz gromady Lipińskie. W latach 1975–1998 miejscowość administracyjnie należała do województwa płockiego.
Wieś zamieszkuje diaspora Kościoła Katolickiego Mariawitów; wierni odprawiają adorację ubłagania ostatniego dnia każdego miesiąca. W miejscowości znajduje się cmentarz mariawicki z początku XX wieku. Nieopodal znajdował się kościół rozebrany przez Niemców w czasie II wojny światowej. 
W 1899 we wsi urodził się Stanisław Kiełbasa, kawaler Orderu Virtuti Militari.